# Учебного хозяйства СПТУ № 1
Учебного хозяйства СПТУ № 1 — посёлок в Сапожковском районе Рязанской области. Входит в Сапожковское городское поселение

## География
Находится в юго-восточной части Рязанской области на расстоянии приблизительно 11 км на северо-восток по прямой от районного центра посёлка Сапожок.

## История
Посёлок не был отмечен на карте 1941 года. Зато на карте 1986 года обозначен как «с.-х проф. техн. училище № 1».

## Население
Численность населения 74 человека (русские 100 %) в 2002 году, 118 в 2010.